# Pedicularis urceolata
Pedicularis urceolata är en snyltrotsväxtart som beskrevs av Tsoong. Pedicularis urceolata ingår i släktet spiror, och familjen snyltrotsväxter. Inga underarter finns listade i Catalogue of Life.